# Neuilly (Yonne)
Neuilly és un municipi francès, situat al departament del Yonne i a la regió de Borgonya - Franc Comtat. L'any 2007 tenia 444 habitants.

## Demografia

### Població
El 2007 la població de fet de Neuilly era de 444 persones. Hi havia 182 famílies, de les quals 51 eren unipersonals (17 homes vivint sols i 34 dones vivint soles), 55 parelles sense fills, 63 parelles amb fills i 13 famílies monoparentals amb fills.
La població ha evolucionat segons el següent gràfic:
Habitants censats

### Habitatges
El 2007 hi havia 253 habitatges, 183 eren l'habitatge principal de la família, 36 eren segones residències i 34 estaven desocupats. 243 eren cases i 10 eren apartaments. Dels 183 habitatges principals, 150 estaven ocupats pels seus propietaris, 27 estaven llogats i ocupats pels llogaters i 5 estaven cedits a títol gratuït; 4 tenien dues cambres, 31 en tenien tres, 37 en tenien quatre i 110 en tenien cinc o més. 125 habitatges disposaven pel capbaix d'una plaça de pàrquing. A 84 habitatges hi havia un automòbil i a 82 n'hi havia dos o més.

### Piràmide de població
La piràmide de població per edats i sexe el 2009 era:
| Homes | Edats   | Dones |
| ----- | ------- | ----- |
| 0     | 95 o +  | 0     |
| 0     | 90 a 94 | 0     |
| 12    | 85 a 89 | 0     |
| 8     | 80 a 84 | 12    |
| 8     | 75 a 79 | 16    |
| 8     | 70 a 74 | 4     |
| 16    | 65 a 69 | 12    |
| 8     | 60 a 64 | 8     |
| 16    | 55 a 59 | 8     |
| 8     | 50 a 54 | 12    |
| 16    | 45 a 49 | 16    |
| 12    | 40 a 44 | 16    |
| 16    | 35 a 39 | 16    |
| 16    | 30 a 34 | 8     |
| 4     | 25 a 29 | 16    |
| 4     | 20 a 24 | 12    |
| 4     | 15 a 19 | 4     |
| 20    | 10 a 14 | 12    |
| 8     | 5 a 9   | 20    |
| 8     | 0 a 4   | 4     |

## Economia
El 2007 la població en edat de treballar era de 282 persones, 229 eren actives i 53 eren inactives. De les 229 persones actives 208 estaven ocupades (114 homes i 94 dones) i 20 estaven aturades (8 homes i 12 dones). De les 53 persones inactives 19 estaven jubilades, 16 estaven estudiant i 18 estaven classificades com a «altres inactius».

### Ingressos
El 2009 a Neuilly hi havia 177 unitats fiscals que integraven 455 persones, la mediana anual d'ingressos fiscals per persona era de 18.872 €.

### Activitats econòmiques
Dels 8 establiments que hi havia el 2007, 1 era d'una empresa extractiva, 2 d'empreses de fabricació d'altres productes industrials, 3 d'empreses de construcció, 1 d'una empresa de serveis i 1 d'una empresa classificada com a «altres activitats de serveis».
Dels 5 establiments de servei als particulars que hi havia el 2009, 2 eren tallers de reparació d'automòbils i de material agrícola, 2 paletes i 1 fusteria.
L'any 2000 a Neuilly hi havia 14 explotacions agrícoles que ocupaven un total de 999 hectàrees.

## Equipaments sanitaris i escolars
El 2009 hi havia una escola elemental integrada dins d'un grup escolar amb les comunes properes formant una escola dispersa.

## Poblacions més properes
El següent diagrama mostra les poblacions més properes.